# Deserto del Djurab

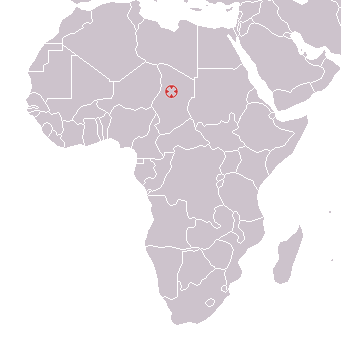
Localizzazione del deserto del Djurab e del ritrovamento fossile.

Il deserto del Djurab è un deserto situato nella parte settentrionale del Ciad, in Africa.
Il deserto è delimitato e separato dal resto del Sahara dal bacino del lago Ciad. Si differenzia dal resto della regione sahariana, per la presenza dell'altopiano dell'Ennedi, e per un paesaggio generalmente più pianeggiante rispetto alle dune del Sahara. 
All'interno del deserto del Djurab sono state individuate e studiate cinque aree fossilifere: l'area di Kossom-Bougoudi (KB), di Kollé (KL), di Koro-Toro (KT), di Angamma (ANG) e quella di Toros-Menalla.
In questo deserto sono stati trovati numerosi reperti fossili, e in particolare a Toros Menalla, tra gli altri, è stato ritrovato il cranio noto come Toumaï, che è l'olotipo della specie estinta di ominide di Sahelanthropus tchadensis, vissuta tra 7.2 e 6.8 milioni di anni fa.